# جوزف مک‌گینتی نیکول
جوزف مکگینتی نیکول (به انگلیسی: Joseph McGinty Nichol)‏ (۹ اوت ۱۹۶۸) کارگردان آمریکایی است. وی با نام هنری ام‌سی‌جی (به انگلیسی: McG) نیز شناخته می‌شود.
از فیلم‌های معروف او می‌توان به کارگردانی در فیلم ۳ روز برای کشتن و نابودگر: رهایی اشاره کرد.